# 브렌다 베넷
브렌다 베넷(Brenda Benet, 1945년 8월 14일 ~ 1982년 4월 7일)은 미국의 텔레비전 배우, 영화배우, 연극 배우이다.
할리우드에서 태어났다.

## 영화
- 워킹 톨 (1973년)
- 비밀지령 (1968년)
- 우리 생애 나날들 (1965년)
- 호간의 영웅들 (1965년)
- 헤럼 스케럼 (1965년)
- 나의 세 아들 (1960년)